# Municipio de Thomson (Minnesota)
El municipio de Thomson (en inglés: Thomson Township) es un municipio ubicado en el condado de Carlton en el estado estadounidense de Minnesota. En el año 2010 tenía una población de 5003 habitantes y una densidad poblacional de 48,43 personas por km².

## Geografía
El municipio de Thomson se encuentra ubicado en las coordenadas 46°42′50″N 92°21′39″O / 46.71389, -92.36083. Según la Oficina del Censo de los Estados Unidos, el municipio tiene una superficie total de 103.31 km², de la cual 102.69 km² corresponden a tierra firme y (0.6%) 0.62 km² es agua.

## Demografía
Según el censo de 2010, había 5003 personas residiendo en el municipio de Thomson. La densidad de población era de 48,43 hab./km². De los 5003 habitantes, el municipio de Thomson estaba compuesto por el 97.46% blancos, el 0.2% eran afroamericanos, el 0.56% eran amerindios, el 0.38% eran asiáticos, el 0.02% eran isleños del Pacífico, el 0.1% eran de otras razas y el 1.28% pertenecían a dos o más razas. Del total de la población el 0.66% eran hispanos o latinos de cualquier raza.